# Bretonstone
Bretonstone® è una tecnologia brevettata nei primi anni 70 dalla Breton, un'azienda di Castello di Godego (TV) che opera nel settore della produzione di macchinari e di tecnologie per la lavorazione della pietra artificiale composita (engineered stone).
Oggi, molte aziende attive nel settore della produzione di aggregati e pietra composita utilizzano il sistema brevettato Bretonstone, conosciuto anche con il nome di vibrocompressione sottovuoto.

## Storia
Nei primi anni 70, Marcello Toncelli, fondatore di Breton (azienda), inizia a sviluppare il sistema Bretonstone, che permette di produrre superfici solide dalle proprietà simili al granito utilizzando piccoli aggregati di pietra e materiali compositi. Il risultato produttivo è quello di una lastra solida e compatta, che può essere facilmente lavorata, similmente alla pietra naturale.
Nello specifico, la tecnologia a vibrocompressione sottovuoto, utilizzata dal sistema Bretonstone, consiste nel mescolare l'aggregato di pietra naturale con un mix di polimeri di resina, sottraendo l'aria in eccesso e attivando il processo di solidificazione dello stampo applicando vibrazione e pressione alla miscela. Dopo la fase conclusiva di riscaldamento del composto, esso figura come una lastra di pietra composita non porosa.
I miglioramenti tecnologici apportati al brevetto permettono oggi di ottenere un agglomerato della stessa durezza del granito, grazie all'aggiunta di pietra silicea e quarzo alla miscela di partenza.
Gli agglomerati prodotti con il sistema Bretonstone hanno un aspetto molto simile a quello della pietra naturale e variano in base alla tipologia di frammenti di pietra e ai materiali utilizzati nel processo:
- granito
- monocolore
- marmo con venature
- con inserti di vetro colorato
- con frammenti di cristallo
- con pezzi di specchio
- con pietre semi-preziose
- con limature di ottone